# Cymothoa frontalis
Cymothoa frontalis es una especie de crustáceo isópodo marino del género Cymothoa, familia Cymothoidae. Fue descrita científicamente por H. Milne-Edwards en 1840.

## Distribución
Esta especie se encuentra en la parte central del Indo-Pacífico.